# Zentrum Jüdische Studien Berlin-Brandenburg

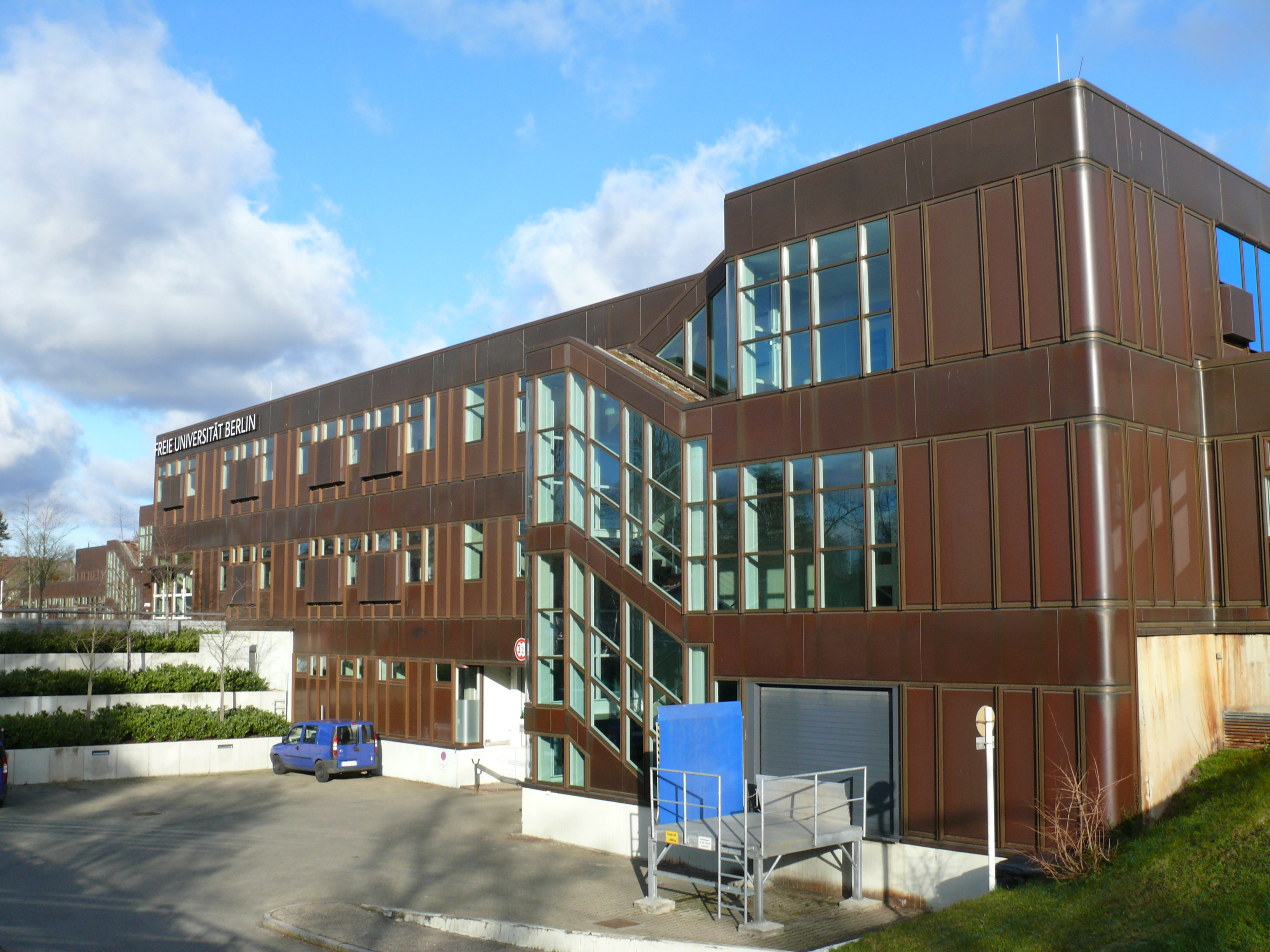
Gebäude der Freien Universität Berlin, Habelschwerdter Allee

Das Selma Stern Zentrum für Jüdische Studien Berlin-Brandenburg (ZJS) ist ein universitäres Zentrum in Trägerschaft mehrerer Universitäten in Berlin zur Förderung des wissenschaftlichen Nachwuchses und der Forschung auf allen Gebieten der Jüdischen Studien.

## Forschung und Lehre
Das ZJS vernetzt interdisziplinär Fachrichtungen wie Geschichte, Philosophie, Judaistik, Theologie, Literatur- und Musikwissenschaften, Kunst- und Antikengeschichte. Es widmet sich der Erforschung des Judentums von der Spätantike bis in die Gegenwart sowie der Jüdischen Emanzipation in der Region. Schwerpunkte sind der Austausch zwischen Judentum, Christentum und Islam, die Erinnerungskulturen zur Shoah, Sefardische Perspektiven, Diaspora, Migration und Transnationalität.
Am ZJS assoziiert sind unter anderem Lehrende aus den Bereichen Evangelische Theologie, Religionswissenschaft, Gender Studies oder Alte Geschichte, wie Ulrike Auga, Ernst Baltrusch, Róza Berger-Fiedler, Hartmut Böhme, Gideon Botsch, Micha Brumlik, Claudia Bruns, Sieglind Ellger-Rüttgardt, Andreas Feldtkeller, Volker Gerhardt, Eveline Goodman-Thau, Stephan Grigat, Atina Grossmann, Johann Evangelist Hafner, Martin Heger, Tal Ilan, Wolfgang Kaschuba, Alexandra Klei, Christoph Kopke, Elke-Vera Kotowski, Thomas Macho, Christoph Markschies, Jascha Nemtsov, Gesine Palmer, Uwe Puschner, Stefan Rinke, Grzegorz Rossoliński-Liebe, Rolf Schieder, Frank Stern, Claudia Ulbrich, Irmela von der Lühe, Daniel Weidner, Michael Wildt, Rakefet Zalashik.
Das ZJS unterstützt die Ausbildung des wissenschaftlichen Nachwuchses in der Promotions- und Postdoc-Phase aus dem Bereich der jüdischen Studien, des jüdisch-christlichen bzw. des islamisch-jüdisch-christlichen Austausches sowie der Museen- und Gedenkstättenarbeit. Sie fördert derzeit Doktoranden und Postdoktoranden, die aus Mitteln des Bundes finanziert werden. Dazu bietet sie themenspezifische Arbeitsgruppen, wöchentliches Colloquium, Konferenzen und Workshops sowie regelmäßige Fortbildungsangebote und die Teilnahme an einer der Forschungsgruppen des ZJS. Durch Gastprofessuren und Fellows wird der internationale Austausch und die Zusammenarbeit mit Wissenschaftlerinnen und Wissenschaftlern, insbesondere aus den USA, Israel, dem Vereinigten Königreich, Frankreich und den GUS-Ländern, verstärkt.
Das Zentrum fördert die akademische Ausbildung von Rabbinern und Kantoren.
Die gemeinsam von der Universität Potsdam und dem Abraham Geiger Kolleg getragene Rabbinerausbildung wird um eine Professur für Jüdische Bibelexegese ergänzt und durch eine Professur für Jüdische Musik mit einem Schwerpunkt Synagogalmusik und Kantorenausbildung an der Hochschule für Musik Franz Liszt Weimar unterstützt.
Seit 2013/14 gibt das Zentrum Jüdische Studien Berlin-Brandenburg ein Jahrbuch heraus.

## Struktur
Das 2012 als Zentrum Jüdische Studien Berlin-Brandenburg gegründete und 2017 in Selma Stern Zentrum für Jüdische Studien Berlin-Brandenburg umbenannte ZJS ist ein gemeinsames Projekt der Freien Universität Berlin, der Humboldt-Universität zu Berlin, der Technischen Universität Berlin, der Europa-Universität Viadrina in Frankfurt (Oder), der Universität Potsdam, des Abraham Geiger Kollegs und des Moses Mendelssohn Zentrums für europäisch-jüdische Studien in Kooperation mit der Hochschule für Musik Franz Liszt Weimar.
Über alle Belange des Zentrums entscheidet das Direktorium, das aus je einem Mitglied der beteiligten Universitäten als Träger besteht, der Vorsitz wechselt jährlich. Einmal im Jahr legt das Direktorium dem Kuratorium Rechenschaft ab.
Das Direktorium besteht (Stand: Oktober 2024) aus Anne-Margarete Brenker, Liliana Ruth Feierstein, Rainer Kampling, Sina Rauschenbach, Julius H. Schoeps, Kerstin Schoor, Stefanie Schüler-Springorum, Miriam Rürup und Jascha Nemtsov.
Das Kuratorium hat gegenüber dem Direktorium beratende Funktion. Es besteht aus je einem Vertreter, meist Vize- oder Präsident der sechs Träger, einem Vertreter des Bundesministeriums für Bildung und Forschung (BMBF) sowie je einem Vertreter der Landesregierungen Berlin und Brandenburg zusammen. Ihm gehörten 2017 an: als Vorsitzender Robert Seckler (Universität Potsdam), Angela Ittel (Technische Universität Berlin), Sabine Kunst (Humboldt-Universität zu Berlin), Klaus Mühlhahn (Freie Universität Berlin), Alexander Wöll (Europa-Universität Viadrina), Angelika Willms-Herget (BMBF), Martina Münch (Ministerin für Wissenschaft, Forschung und Kultur/Land Brandenburg), Steffen Krach (Senat von Berlin), Klaus Faber (Moses Mendelssohn Zentrum), Reinhold Robbe (Abraham Geiger Kolleg). 2024 setzte sich der Beirat zusammen aus: Verena Blechinger-Talcott als Vorsitzende (Freie Universität Berlin), Julia von Blumenthal als stellvertretende Vorsitzende (Humboldt-Universität zu Berlin), Lars Oeverdieck (Technische Universität Berlin), Oliver Günther (Universität Potsdam), Eduard Mühle (Europa Universität Viadrina Frankfurt/Oder), Christine Gurk (Hochschule für Musik FRANZ LISZT Weimar), Miriam Rürup (Moses Mendelssohn Zentrum) und Reinhold Robbe (Abraham Geiger Kolleg). Das Kuratorium wählt zur inhaltlichen Begleitung seiner Arbeit einen wissenschaftlichen Beirat, der sich (Stand 2017 und 2024) zusammensetzt aus Dan Diner, Susannah Heschel, Michael A. Meyer, Vivian Liska, Charlotte Fonrobert.

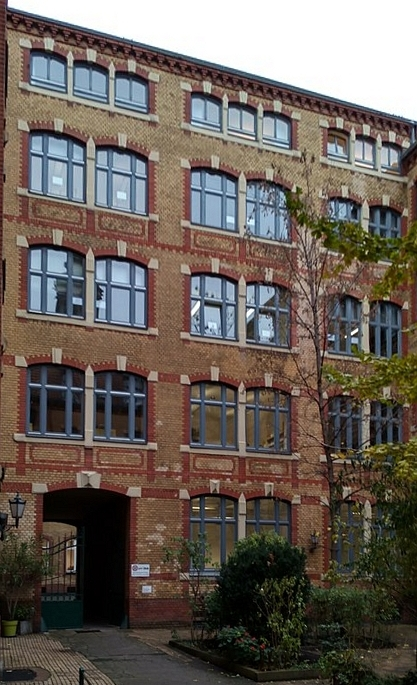
Sophienstraße 22

Das ZJS wurde seit 2012 vom Bundesministerium für Bildung und Forschung mit 6,9 Millionen Euro für fünf Jahre gefördert. 2017 wurde die Förderung mit 6,2 Millionen Euro um weitere fünf Jahre verlängert.
Das ZJS befand sich in einem Gebäude des Campus Mitte der Humboldt-Universität zu Berlin in der Sophienstraße 22a im Stadtviertel Spandauer Vorstadt. Das im zweiten Hinterhof gelegene Gebäude wurde zwischen 1878 und 1899 als Miets- und Geschäftshaus erbaut. Im Jahr 2022 erfolgte der Umzug in die Habelschwerdter Allee in Gebäude der Freien Universität Berlin.

## Publikationen
- 1. Jahrbuch Zentrum Jüdische Studien Berlin-Brandenburg: Von der jüdischen Aufklärung über die Wissenschaft des Judentums zu den Jüdischen Studien. Hrsg. von Christina von Braun, Hannah Lotte Lund, Monika Schärtl, Werner Treß. Hentrich & Hentrich Verlag, Berlin 2014, ISBN 978-3-95565-062-9.
- 2. Jahrbuch Zentrum Jüdische Studien Berlin-Brandenburg: Aspekte des Religiösen. Hrsg. von Rainer Kampling, Alice Buschmeier, Sara Han, David Jünger. Hentrich & Hentrich Verlag, Berlin 2016, ISBN 978-3-95565-101-5.
- 3. Jahrbuch Zentrum Jüdische Studien Berlin-Brandenburg: Shoah: Ereignis und Erinnerung. Hrsg. von Alina Bothe, Monika Schärtl, Stefanie Schüler-Springorum. Hentrich & Hentrich Verlag, Berlin 2017, ISBN 978-3-95565-170-1.
- 6. Jahrbuch Zentrum Jüdische Studien Berlin-Brandenburg: DiverCITY. Jewish Berlin – Past and Present. Hrsg. von Rainer Kampling. Hentrich & Hentrich Verlag, Berlin/Leipzig 2022, ISBN 978-3-95565-496-2.